# 박민재 (배우)
박민재(1992년 6월 25일~2024년 11월 29일)는 대한민국의 배우이다. 소속사는 빅타이틀이다.
2024년 11월 29일 중화인민공화국 여행 중에 갑작스런 심정지로 사망했다.

## 출연작

### TV 드라마
- 2021년 JTBC 《아이돌: 더 쿠데타》
- 2022년 카카오TV 《미스터 LEE》
- 2022년 MBC 《내일》
- 2022년 tvN 《작은 아씨들》
- 2022년 넷플리스 《더 패뷸러스》
- 2023년 SBS 《법쩐》
- 2023년 디즈니+ 《사랑이라 말해요》
- 2023년 MBC 《보라! 데보라》
- 2023년 MBC 《넘버스 : 빌딩숲의 감시자들》
- 2023년 KBS 《고려 거란 전쟁》
- 2023년 카카오TV 《손가락만 까딱하면》

### 연극
- 2021년 《순환의 법칙》

## 가족
- 부모: 아버지 박영철, 어머니 전현애
- 남동생: 박재형